# Het kasteel van Batavia
Het kasteel van Batavia is een schilderij van de Noord-Nederlandse schilder Andries Beeckman in het Rijksmuseum in Amsterdam.

## Voorstelling
Het stelt het Kasteel van Batavia voor, een fort van de Vereenigde Oostindische Compagnie in de stad Batavia (het huidige Jakarta). De schilder laat het fort zien vanaf Kali Besar Barat (Grote Rivier West) met rechts de Grote Rivier (tegenwoordig Cideng genoemd) en helemaal links de overdekte vismarkt. De schilder heeft de voorstelling verlevendigd door onder de vier rijen palmbomen een soort markt te schilderen. Op deze markt zijn de verschillende bewoners van het toenmalige Batavia vertegenwoordigd: Chinezen, Maleiers, Molukkers, Hollanders en mestiezen, maar ook een Japanner en een Timorees. De mannen in de gestreepte kleding zijn mardijkers (vrijgelaten slaven). Middenvoor wandelt een Hollandse man met zijn Aziatische vrouw. Helemaal boven in de palmbomen bevinden zich een paar jongens, die kokosnoten aan het plukken zijn, die beneden opgevangen worden door een groep Javanen. In de achtergrond is het kasteel afgebeeld, dat juist door een stoet Hollanders te paard verlaten wordt.

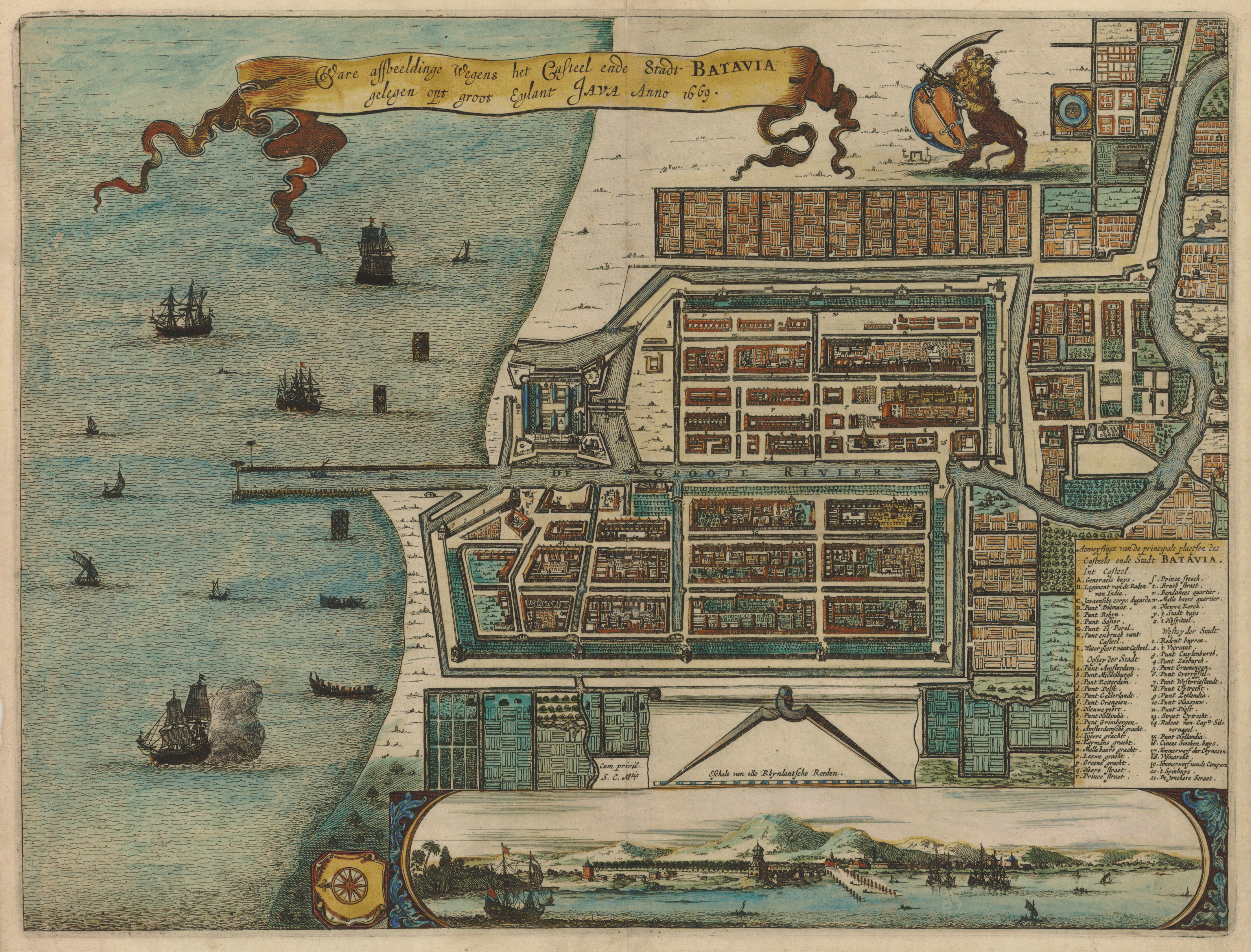
Plattegrond van Batavia in 1669 met in het midden de vismarkt (nr. 18).

Beeckman heeft zich wel enkele topografische vrijheden veroorloofd. De vismarkt stond in werkelijkheid direct aan de Grote Rivier. Toch is de voorstelling redelijk betrouwbaar. Beeckman wordt in 1657 vermeld als VOC-soldaat in Batavia en men gaat ervan uit dat hij het schilderij maakte na terugkomst in Amsterdam in 1658 op basis van schetsen die hij in Batavia maakte. Beeckman maakte het werk mogelijk in opdracht van de kamer Amsterdam van de VOC voor het Oost-Indisch Huis in Amsterdam.
In 1688 kreeg keurvorst Johan George III van Saksen toestemming van de kamer om de schilderijen uit de vergaderzaal van het Oost-Indisch Huis, waaronder Beeckmans Het kasteel van Batavia, te laten kopiëren. Het schilderij De markt van Batavia, dat zich tegenwoordig in het Wereldmuseum Amsterdam bevindt, is hiervan wellicht het resultaat. Het is gesigneerd J.F.F. en heeft een inscriptie op een bootje: ‘De marckt van Batavia’. Hoewel het schilderij traditioneel wordt toegeschreven aan Beeckman komt het stilistisch niet overeen met diens werk en is er geen reden te twijfelen aan de authenticiteit van de signatuur. Opmerkelijk genoeg gaat het niet om een exacte kopie, maar om een werk dat zowel op Beeckmans origineel in het Rijksmuseum als op zijn kostuumseries gebaseerd is.

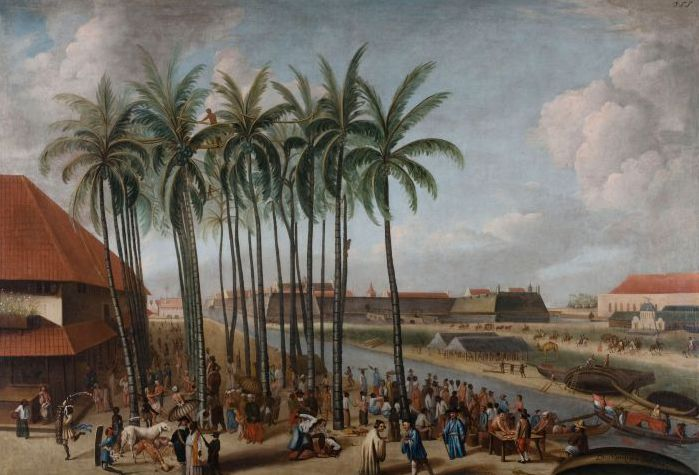
Anoniem. De markt van Batavia. Na 1688. Amsterdam, Wereldmuseum Amsterdam

## Toeschrijving en datering
Het werk is rechtsonder gesigneerd ‘ABeeckman Fecit’ en werd vermoedelijk geschilderd in 1662-1663.

## Herkomst
In april 1662 kreeg hij opdracht van de VOC-Kamer Amsterdam tot het maken van twee schilderijen, die in 1663 werden afgeleverd. Beeckman ontving hiervoor 240 gulden. Vermoedelijk is Het kasteel van Batavia een van deze werken. Tot 1859 hing het boven de schouw van de vergaderzaal in het Oost-Indisch Huis in Amsterdam. In 1859 werd het van het Oost-Indisch Huis aangekocht door het Rijksmuseum.